# The Hoosiers
The Hoosiers [huʃɛʁs] ist eine dreiköpfige britische Indieband, sie wurde ursprünglich unter dem Namen The Hoosier Complex in London gegründet. Unter der Produktion von Toby Grafty-Smith, einem ehemaligen Mitglied der Band Jamiroquai, gelang den drei Musikern im Herbst 2007 mit ihrem Debütalbum in ihrem Heimatland der Durchbruch. 2008 wurde die Band in der Kategorie „Beste britische Single“ bei den BRIT Awards nominiert.

## Mitglieder
- Irwin Sparkes (Gesang, Gitarre)
- Alan Sharland (Schlagzeug)

## Werdegang
Nach eigener Biografie verbrachten die aus Exeter und Reading stammenden Sharland und Sparkes einige Zeit in den Vereinigten Staaten, wo sie mit einem Sportstipendium an der University of Indianapolis studierten. Parallel dazu schrieben sie Songs. Bei ihrer Rückkehr nach London trafen sie den schwedischen Toningenieur Skarendahl.
Nachdem die Band einen Plattenvertrag bei RCA Records erhalten hatte, erschien im Juni 2007 unter dem Titel Worried About Ray die Debütsingle der Band. Die Aufnahme, die starke Anleihen bei dem Hit Happy Together der Turtles aus dem Jahr 1967 nimmt, erreichte Platz 5 der britischen Singlecharts. Das Video, in dem die Band mit einer zum Leben erwachten Zyklopenfigur kämpft, ist inspiriert durch den amerikanischen Tricktechniker und Animator Ray Harryhausen.
Mit der zweiten Single Goodbye Mr A bestätigten sie diesen Erfolg.
Das Ende Oktober 2007 veröffentlichte Debütalbum The Trick to Life stieg unmittelbar nach Veröffentlichung auf Platz 1 der britischen Charts ein.
2008 nahmen The Hoosiers als Support an den deutschen Veranstaltungsorten der „All the Lost Souls“ Tour von James Blunt teil.

## Diskografie
Alben
- 2007: The Trick to Life
- 2010: The Illusion of Safety
- 2011: Bumpy Ride
- 2014: The News from Nowhere
- 2023: Confidence

Singles
- 2007: Worried About Ray
- 2007: Goodbye Mr A
- 2008: Worst Case Scenario
- 2008: Cops & Robbers
- 2010: Choices
- 2010: Unlikely Hero